# Volby v Řecku
Volby v Řecku jsou svobodné. Volí se do parlamentu, místních zastupitelstev, Evropského parlamentu a každých pět let probíhají nepřímé prezidentské volby. Řecký parlament je jednokomorový, volí se do něj 300 poslanců na čtyřleté volební období.
Proběhlé parlamentní volby (1985–2023):
- 25. 6. 2023
- 21. 5. 2023
- 7. 7. 2019
- 25. 1. 2015
- 17. 6. 2012
- 6. 5. 2012
- 4. 10. 2009
- 16. 9. 2007
- 7. 3. 2004
- 9. 4. 2000
- 22. 9. 1996
- 10. 10. 1993
- 8. 4. 1990
- 5. 11. 1989
- 8. 6. 1989
- 3. 6. 1985

## Dominantní politické strany
- Nová demokracie
- Koalice radikální levice
- Panhelénské socialistické hnutí
- Nezávislí Řekové
- Komunistická strana Řecka